# Schlotheimia percuspidata
Schlotheimia percuspidata là một loài Rêu trong họ Orthotrichaceae. Loài này được Müll. Hal. miêu tả khoa học đầu tiên năm 1899.